# 韓醫歷史

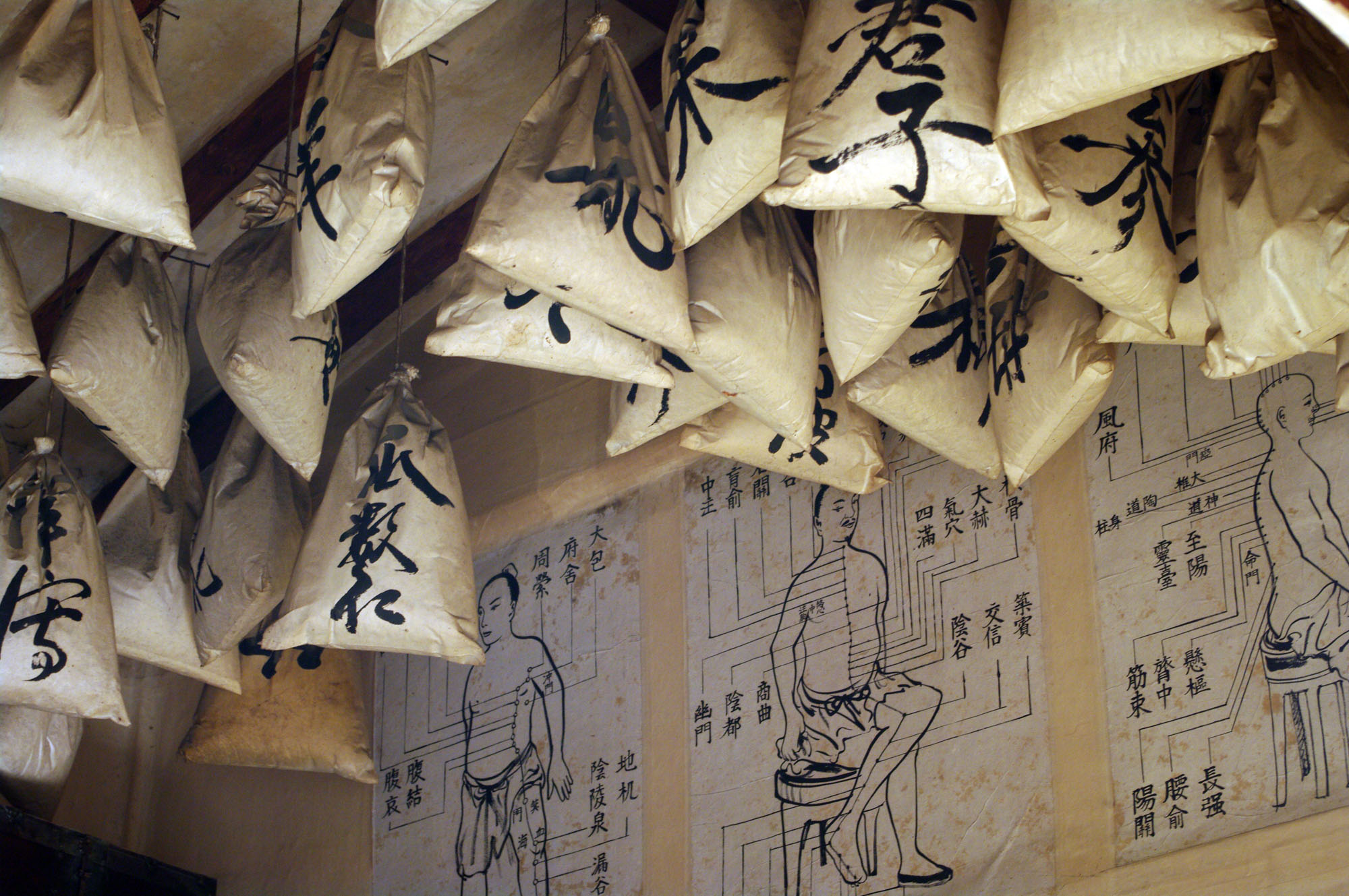
韩国民俗村中的韩医诊所

韩医历史可以追溯到远古时期。三国时期，朝鲜半岛在融合朝鲜固有和从中国传入的医学理论的基础上创立了自主的医学——“乡药”。高丽中后期，韩医学自主性得到增强，使用乡药成为风气。朝鲜王朝时期是韩医学发展的成熟期。三大朝鲜古典医学著作《乡药集成方》、《医方类聚》和《东医宝鉴》的出现标志着韩医学已经形成了完整的民族医学体系。近代，由于受到西医的冲击，传统韩医走向衰落。但在崇尚回归自然的现代，传统韩医学又重新获得复兴。

## 古朝鲜
《黄帝内经》称“故砭石者，亦从东方来”，《素问*异法方宜论》和《山海经*东山经》记载了，始于中国东海岸的针灸术传入了古朝鲜。相关遗址中针的发现，以及史料中有关灵艾、干艾的记载，表明古朝鲜已经使用针灸治疗疾病。史料中古桓雄时代有风伯、雨师、云师的官职，其中雨师就是掌管疾病治疗的。桓雄时代又出现了牛加、马加、猪加、羊加管五事的说法，其中猪加主病，表明已经出现了治疗疾病的专业人员。檀君时代则出现了八加的说法，社会分工更加细化。古朝鲜时期的医书有《医学化学》、《医学大方》，但都已遗失。从后世文献中有关古朝鲜疾病用语的记载，表明古朝鲜可能利用某种方法记述当时的医疗成果。:3-5

## 三国时期
三国时期，古朝鲜固有的和从中国传入的医学理论得到了融合，并在此基础上创立了自主的医学——“乡药”，即“国药”。乡药与中医在医学模式、体系和用药上大体相似。两晋南北朝时期，中国僧人顺道、阿道等先后在朝鲜三国传教和行医。541年，梁武帝曾派毛诗博士及医生等前往百济。561年，知聪携带《本草经》、《脉经》、《名堂图》等医书赴日本，路径高句丽时传授医药知识。:6
高句丽借鉴中国建立了侍医制度，主要负责国王的医疗。百济设有药部和负责医学教育、疾病治疗和药物管理的医博士、采药师、祝禁士。三国医学在人体结构方面借鉴了中医以五脏六腑为中心的系统学说；在生理、病理方面则借鉴了印度医学以地、水、火、风四方面说明人体生理和病理的学说；在预防养生方面采纳并进一步发展了中国道家导引、按摩、辟谷、纳气、炼丹等方法。朝鲜一方面从中国进口其短缺的药物，另一方面也向中国输出当地药材。中国《本草经集注》记载了人参、款冬花、白附子、昆布等十余中产自高句丽和百济的药物，并对其形态、药性、作用作了较详细的记述。:6-7:37
三国时期，朝鲜不仅学习中国医学还致力于编撰自己的医学书籍，如《高丽法师方》、《百济新集方》等。《高丽法师方》记载的是如何用吴茱萸和木瓜治疗脚气入腹证。《百济新集方》的内容是有关用黄芪治疗肺痈和用菊花治疗疔肿。这些医书对朝鲜本土乡药的发展影响很大。与此同时，这些书籍也传入中国和日本。据史料记载，公元645年，日本人安作得志从高句丽学习针灸术后将其带回日本，推动了日本医学的发展。:6-7

## 统一新罗时期
692年，统一新罗从中国引入了一批医书，并于717年开设药殿，指定专门的医博士教授医学，主要科目是其从唐引入的《本草》、《甲乙》、《素问》、《针经》、《脉经》、《明堂》、《难经》等医学理论。三国时期留学印度的僧人回到统一新罗后，对统一新罗的佛教医学产生了一定的影响。从印度归来的僧人以及唐沿海新罗坊从事贸易的商人还将产于阿拉伯、东罗马帝国等地的药材引入朝鲜半岛。三国时期曾出现的救疗制度在统一新罗时期得到进一步的完善:7-8。
与此同时，从统一新罗传入中国的医方、药物也明显增多，比如高句丽的《老师方》被载入《外台秘要》，记载新罗僧人用威灵仙治愈足痹的《威灵仙传》，来华新罗僧人带来的《新罗法师方》等。其中，威灵仙的药效很快被中国医家认可并迅速推广，并被载入《本草》。据《三国史记》记载，662-929年中国使节先后约9次来朝鲜输入人参、牛黄、松子等药材。唐本草学著作中记载有人参、蓝腾根、大叶藻、昆布、白附子、土瓜、薄荷、荆芥、菊、海石榴、海红花、茄子、石发、海松子、桃、榛子、海狗脊、威灵仙、羊脂等原产于新罗的药材。:8
统一新罗时期的医书主要有《济众立效方》、《新罗法士方》、《新罗法士流观秘密要术方》和《新罗法师秘密方》四部。不过这四部书都已失佚，只有《新罗法士方》二首，《新罗法士流观秘密要术方》和《新罗法师秘密方》各一首保存在日本《医心方》中:8。据《三国遗事》记载，新罗曾进行过尸体解剖：“其骷髅周三尺三寸，身骨长九尺七寸，齿凝如一，骨节皆连锁，所谓天下无敌力士之骨。”:56

## 高丽时期
高丽初期继承和发展了统一新罗的医学。太祖时期，高丽设立了医学教育与行政机关体系。太医监主管全国医疗行政和医生教育及任用，尚药局负责王室的医疗事务，此外还有东宫医官、翰林医官、食医、军医、兽医、狱医等以及东西大悲院、济危宝、恵民局、救济都监等救疗机构。在医学教育方面，高丽在建国初设有医学院，主要邀请宋医教授医生。958年，高丽开始通过科举考试任用医官。成宗和穆宗时期，高丽医疗制度得到进一步的完善。:9:107
高丽中期在继承唐宋医学和综合印度及阿拉伯医学的知识后，高丽医学开始创立。宋医带来的《太平圣恵方》、《圣济总录》、《证类本草》、《神医普救方》、《太平惠民和剂局方》等医学典籍得到普及。受宋医的影响，高丽改变了原始的治疗方法，开始以阴阳五行为中心展开医学理论探讨，辩证论治的思想开始发展:9-10。在本草方面，宋《本草要括》、《证类本草》的传入使高丽新药的知识更加丰富。高丽《乡草救急方*方中乡药目草部》记载有180余种药物。高丽与中国的医学交流达到空前水平。高丽使节来华大多有医官相随。中国医事制度、医药著作、药材大量输出到高丽。中国医生到高丽也不绝于途:10。1078年，翰林医官邢等去高丽带去100种药材，并赠送了龙脑、朱砂、麝香、牛黄等。1118年，曹谊率医官杨宗立、蓝茁、徐竞等7人携带药材赴高丽教授内外科。此后，高丽设立药局，置太医、医学、局生之职:11。
高丽中后期的医学自主性得到增强，虽然依然遵循中医理、法、方，但在药物的使用上形成了使用乡药的风气。乡药的理论基础是“在本国发生的疾病应以本国药材进行治疗”的宜土性理论。相对于“乡药”，从中国输入的药材被称为“唐药”。高丽代表性的医学著作有金永锡的《济众立效方》（约1146-1166年）、崔宗俊的《御医撮要方》（1226年）。脉诊在高丽很被重视，但辨证论还不成熟，仍处于对症治疗的阶段，以药物治疗为主。《乡药救急方》、《三和子乡药方》、《乡药古方》、《东方经验方》、《乡药惠民经验方》、《乡药简易方》等许多乡药方书的出现，显示高丽自主医学已经过渡到以唐宋医学为基础，适当结合经验医术的阶段。高丽末期，由于战乱，高丽内忧外患，但高丽的自主医学却有了飞跃的发展，逐渐扩充了乡药的医药知识:11-12:108。在医学理论方面，高丽医学对《黄帝内经》、《甲乙经》、《难经》等有了新的理解与诠释，并整理编撰了《黄帝八十一难经注义图序论》，对《难经》各条文进行注解，并对全部理论辅以图表加以解释:9。

## 朝鲜王朝时期

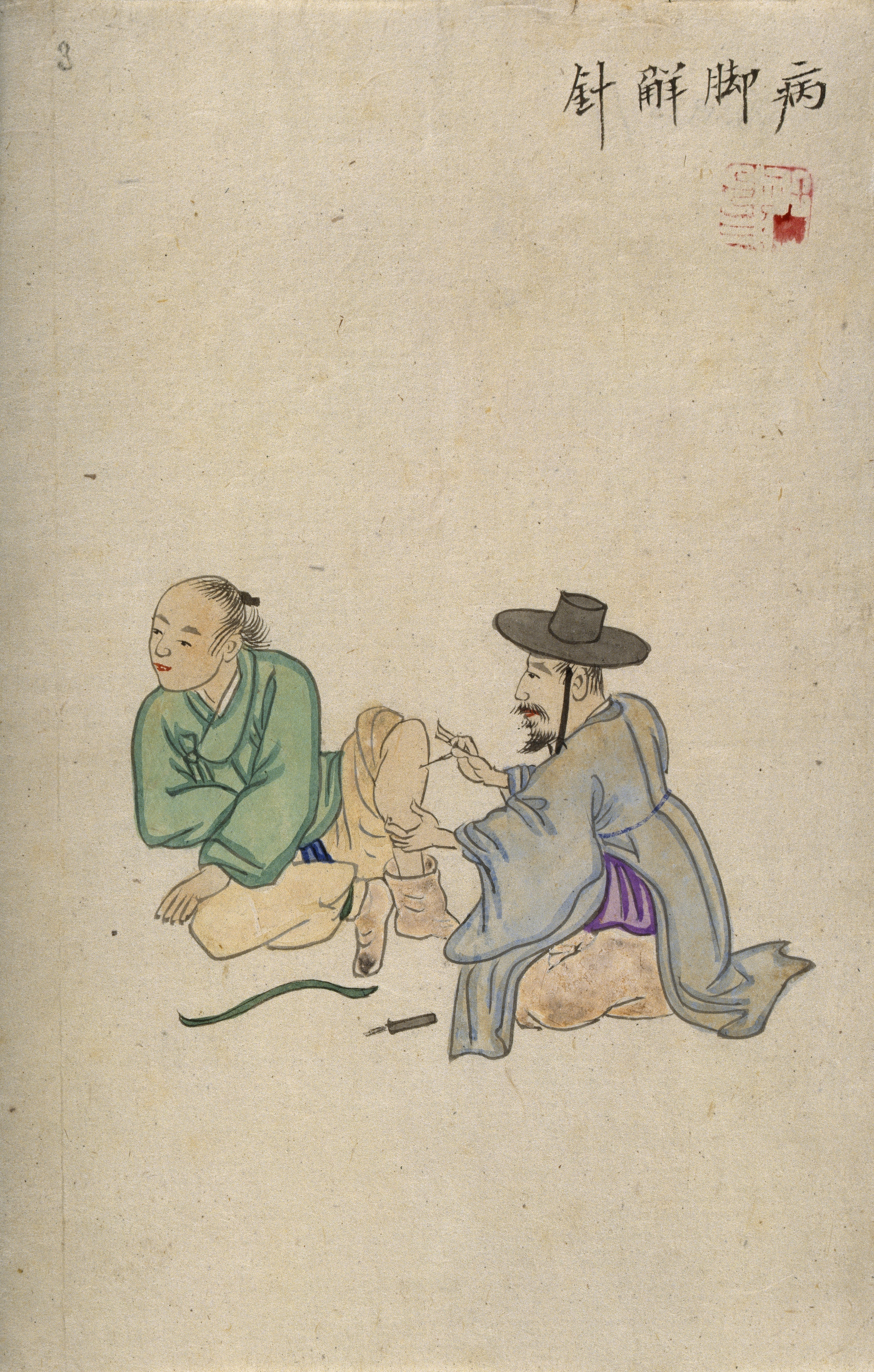
朝鲜王朝时期的韩医用针灸为病人治脚病

朝鲜王朝初期与高丽末期一样与中国的交流较少，这一时期的医学主要是继承高丽末期的乡药医学。从世宗开始，朝鲜与中国明朝的交往变得越来越频繁。到成宗和中宗时期，中国明朝的许多方书能够在朝鲜直接出刊。朝鲜对明朝医学的认识也越来越深刻、全面。与此同时，朝鲜本土乡药医学的研究在成宗时期也达到鼎盛。朝鲜经常派人来华输入朝鲜不产之药，并引种、繁殖中国的药用动植物。由于中国地道药材路远而昂贵，朝鲜也越发意识到使用乡药更为方便、便宜、疗效更佳。:13-15
世宗很重视用乡药治疗本国人民的疾病。为了解乡药采集的最佳时期，他命俞孝通领衔编撰《乡药采取月令》，发布乡药采集月令，收集乡药方书，最终编写了包括所有乡药方书的《乡药集成方》。《乡药集成方》全书共85卷，以《乡药济生集成方》为蓝本，借鉴中国和朝鲜本国医学书籍编撰而成，是朝鲜半岛医学史上的第一部集大成的著作:15:208。世宗时期，朝鲜还对实用性较强的中医方剂学进行了整理，为吸收和同化中国医学提供了有效的方法。1445年，世宗又命金礼蒙等编纂了另一部大型医学著作《医方类聚》。该书共365卷（现存仅262卷）历经朝鲜世宗、世祖、成宗三朝，耗时十余年于1465年最终刊印，引用中国医书153部，其中包括40多部中国已佚的古医书。训民正音发明后，朝鲜还对中国和用汉字书写的朝鲜方书进行了韩语翻译、解释、注解，为朝鲜自主医学的发展起到了重要的意义:13-14:208。
朝鲜世祖是位非常重视和喜爱医学的君主。他平时经常侍讲医书，并于世祖九年十二月亲自编写了《医学论》。此书经韩继嬉、卢思慎等人参阅后，经医臣元浚注解后，印刷出版:13。自幼好学的成宗即位后，按崇贤殿的旧制设立了弘文馆，重建了读书堂。在他在位期间，朝鲜先后翻刻了《乡药集成方》、《食药撰要》、《医方要录》等朝鲜医书和《神应经》、《周府袖诊方》、《李东恒十书》、《加减十三方》等中国方书:16。
朝鲜王朝中期的医学主要是以金元四大家和明朝中期的医书为主。燕山君之后，乡药医学开始逐渐衰落，乡药的采集被忽视，许多乡药方书也未能在临床中得到应用:14。乡药逐渐衰退的原因主要是因为关于乡药使用核传播的医书都是以治疗方剂或运用技巧为主，而不是以学术理论为重点，所以除非传授秘籍，否则无法通用。此外，乡药医书中的理论和原理也不全面，如果不掌握其方剂的本意或用药技巧，就无法传授其精华部分:178。壬辰倭乱期间，无辜百姓死于疾病，救济百姓成为极为迫切的任务。但当时朝鲜既有传统医学，又有中国宋、金、元时期医学，还有刚刚传入的明朝医学，出现各种医学混合在一起的混乱局面。宣祖于是命许浚编撰新的综合医书，纠正错误理论和处方，并选取正确的处方。1610年，许浚花了14年的时间最终使《东医宝鉴》成书:55-56。《东医宝鉴》是一部以《黄帝内经》为理论基础，加之金元四大家的实际医学理论，并倡导朝鲜乡药运用的综合性医学理论和临床典籍:54。它的问世确立了韩医学的独立地位:24，并最早创用“东医”作为朝鲜传统医学的专用名:20。乡药也重新得到复兴:178。
几部明朝的医学著作对韩医学产生了重大的影响。《本草纲目》处方被《广济秘笈》（1790年）、《济众新编》（1799年）所引用，并出现方辑本或药辑本。《医学入门》和《万病回春》传入朝鲜后，朝鲜曾一度出现回春派、入门派和宝鉴派鼎力的局面。此外，中国的人痘接种术至迟在18世纪中叶就传到朝鲜。除《乡药集成方》、《医方类聚》和《东医宝鉴》这三大朝鲜古典医学著作外，朝鲜其它重要的医书还有宣祖时期出版的杨礼寿的《医林撮要》、康命吉的《济众新编》（1799年），以及明末中朝两国医学讨论会纪要《医学疑问》。其中，《济众新编》还传到中国，并于1817年刊行。朝鲜与中国的医药交流在明朝达到顶峰，从清朝开始走下坡路。:21-22

## 近代
近代，西方科学和思想文化涌入朝鲜。1894年甲午改革时期，朝廷废除了传统韩医学考试而全面引进西医。西医学在政策的保护下逐渐定立。1900年1月，新的《医士规则》将传统韩医与西医并存。尽管受到西医的冲击，传统韩医学依然有所发展。1901年，医家李济马根据中国《灵枢·通天》五态人之说，创立了一个完整的四象医学理论体系，并编撰了《東醫壽世保元》。四象医学主要是替代辨证论治的理论体系，将人的体质分为四象来治疗以适于体质病因论的理论。它是源于中医、脱胎于中医，而由朝鲜医家创造的朝鲜民族医学。四象医学创立不久就很快传入中国延边地区，成为延边朝鲜族民族传统医学的内容之一:23。四象医学学说同时也为东方传统医学增添了体质医学的新内容。

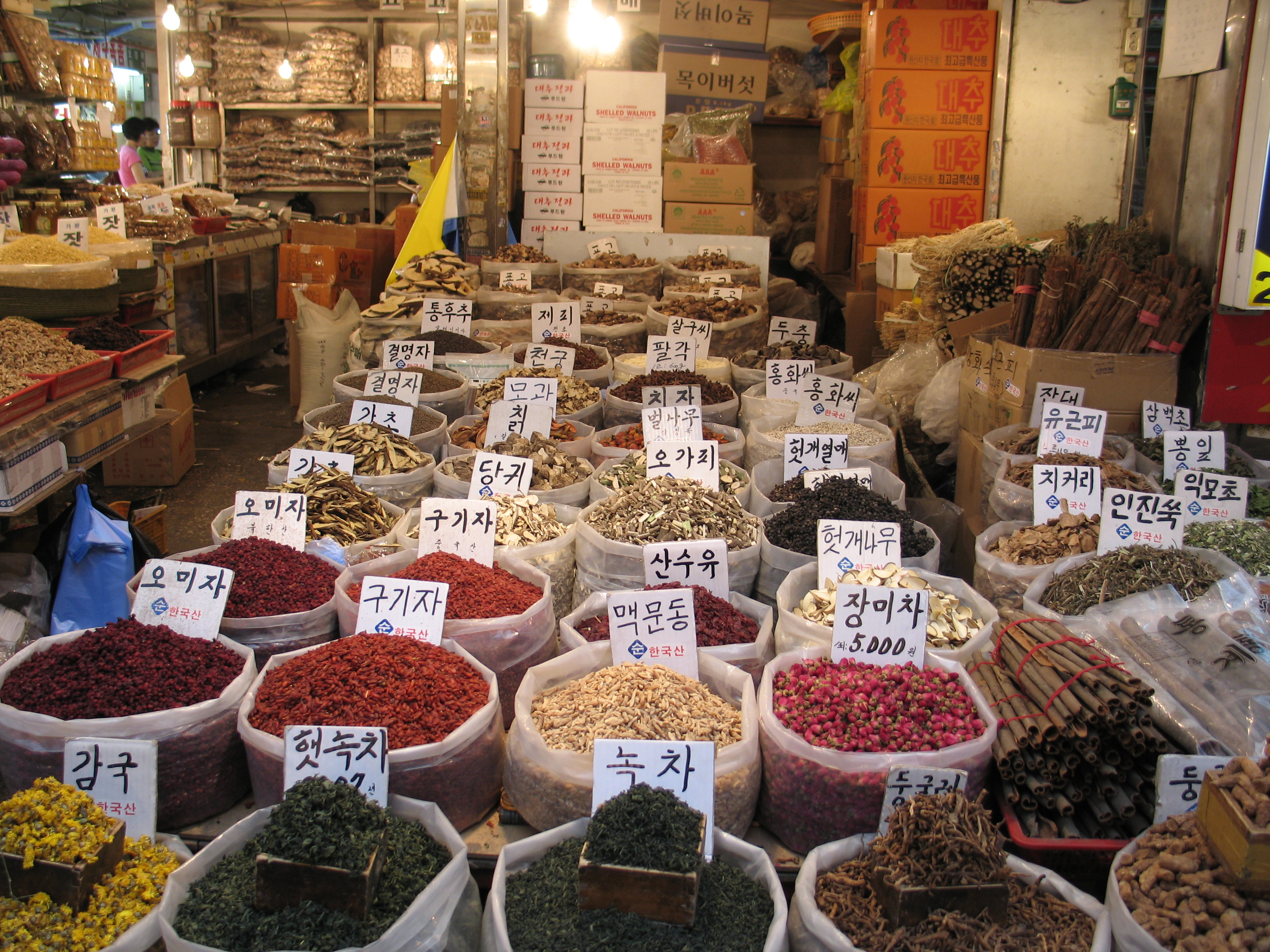
韩国首尔京东市场出售的草药

## 现代
1948年大韩民国成立后，韩国政府在社会部保健局新设了汉方科。1951年10月，韩国政府颁布《国民医药法》，规定传统东医与西医的地位相同，享受同等待遇，从而在法律上确立了东、西医两种医学并存的二元医疗体制。朝鲜战争结束后，传统韩医学在诊疗手段、用药方式和医疗条件等方面都有了改善:242。
在强调回归自然的今天，加之人口老龄化和慢性病的增加，传统韩医学受到越来越多的关注:242。1994年10月，韩国正式成立韩医学研究院（KIOM），并于1996年11月在保健福祉部成立韩医管理局。2003年7月15日，韩国国会通过了《韩国韩医药发展法案》，扶植韩医药发展，促进韩医学的普及化、现代化和国际化。2005年12月21日，韩国保健福祉部与有关部门协作成立“韩医药发展审议委员会”，保健福祉部副部长任该委员会委员长，并颁布了《韩医药发展第一个五年综合计划》。
据统计，1980年韩国领取执照的韩医师有3015人，1985年增加到3789人。2000年，韩国韩医师的数量已达到12108人，韩医医院136所，诊所7276所。韩国目前有11所正规全日制韩医大学11所，学制6年，设有学士、硕士、博士学位教育。在韩国专业招聘期刊《职业杂志》发表的一项“2010年最有前景的10钟职业”的调查中，韩医被选为最有前景和韩国人最希望从事的职业。